# Krzywda (przystanek kolejowy)
Krzywda – przystanek kolejowy i ładownia publiczna we wsi Krzywda, w woj. lubelskim, w Polsce.

## Ruch pasażerski
| Rok  | Wymiana pasażerska na dobę |
| ---- | -------------------------- |
| 2017 | 100-149                    |
| 2022 | 100-149                    |

4 października 1939 r. w budynku stacji gen. Franciszek Kleeberg, dowódca SGO „Polesie” w bitwie pod Kockiem, miał punkt dowodzenia, co upamiętnia wmurowana od strony peronów tablica.
Jeszcze w latach 90. XX w. była to obsadzona stacja kolejowa z czynnymi torami mijankowymi, semaforami i kasą biletową; nawet kończyły tu bieg niektóre pociągi. Obecnie jest to tylko przystanek bez pozostałych elementów infrastruktury kolejowej. Dodatkowe tory (oprócz jednego) zostały rozebrane, semafory usunięte.
W ramach Regionalnego Programu Operacyjnego ma zostać przeprowadzona Kompleksowa i głęboka modernizacja obiektu dworca kolejowego w Krzywdzie w celu nadania mu nowych funkcji użytkowych wraz z zagospodarowaniem funkcjonalnie powiązanych z nim terenów. Wartość projektu została oszacowana na ok. 2,5 mln PLN. 24 marca 2019 została podpisana umowa pomiędzy zarządem województwa a Gminą Krzywda na dofinansowanie projektu kwotą ponad 1,8 mln PLN pochodzącą z unijnej dotacji na rewitalizację obszarów wiejskich.

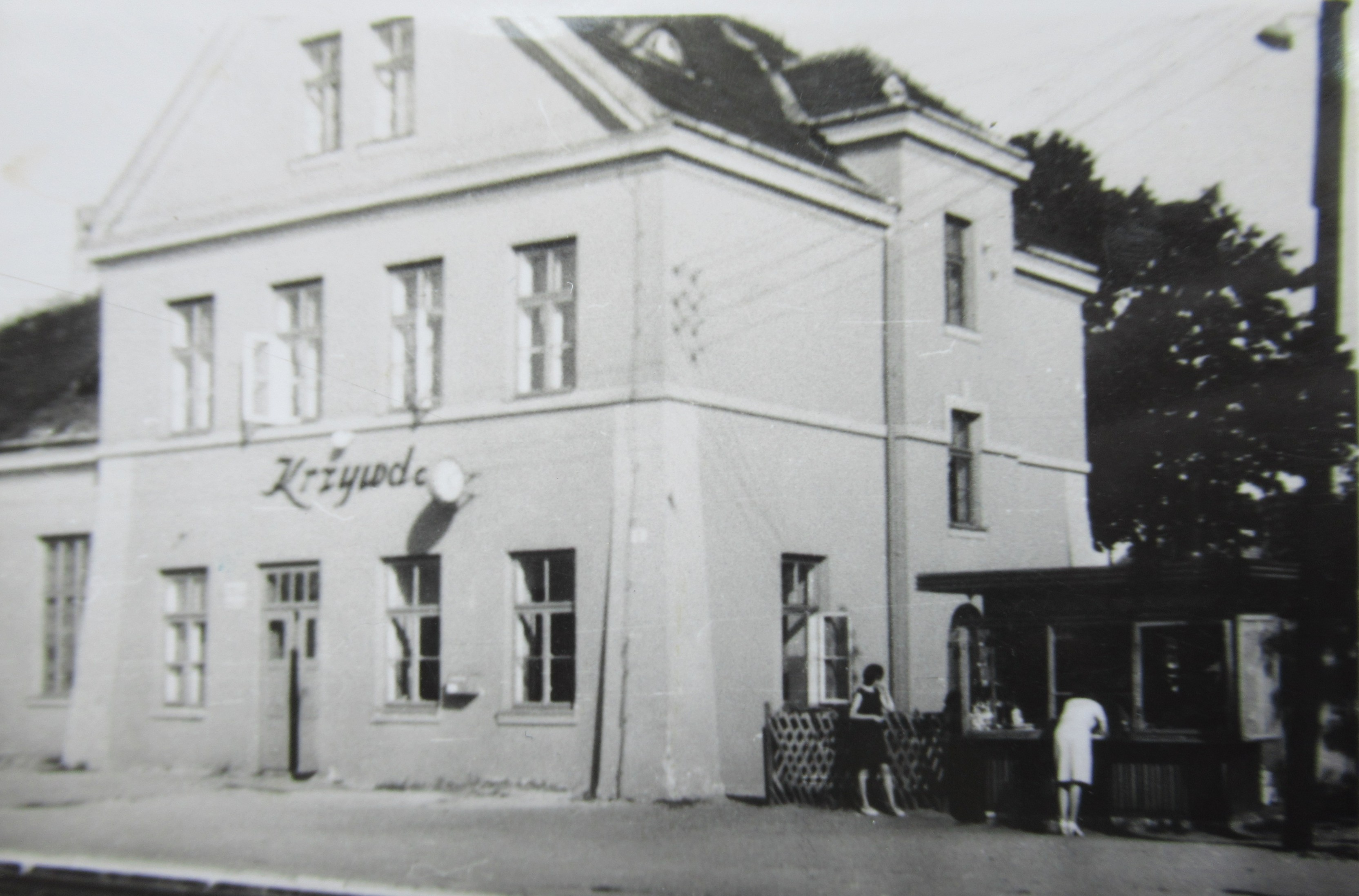
Budynek dworca (lata 60/70 XX w.)
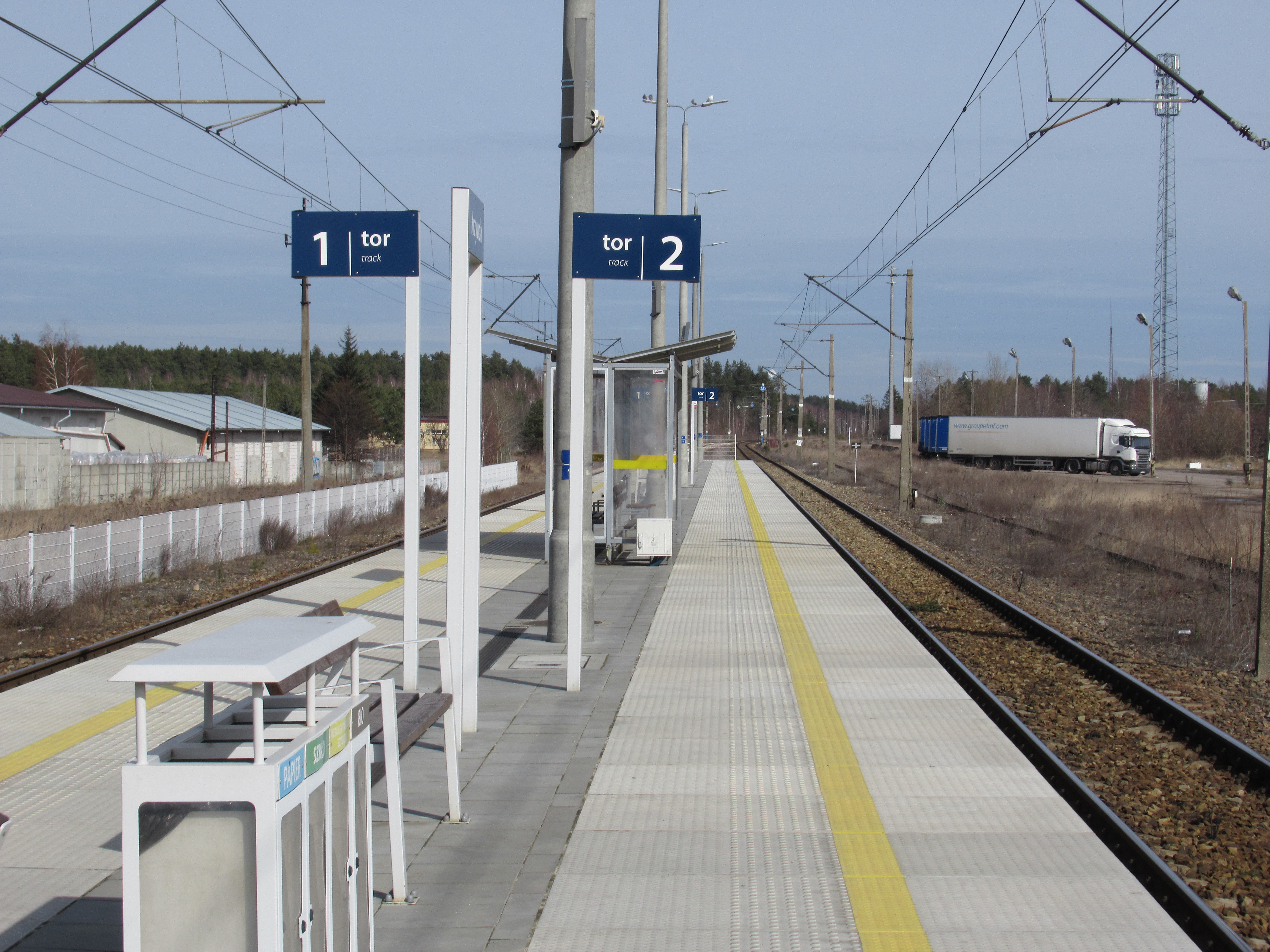
Peron
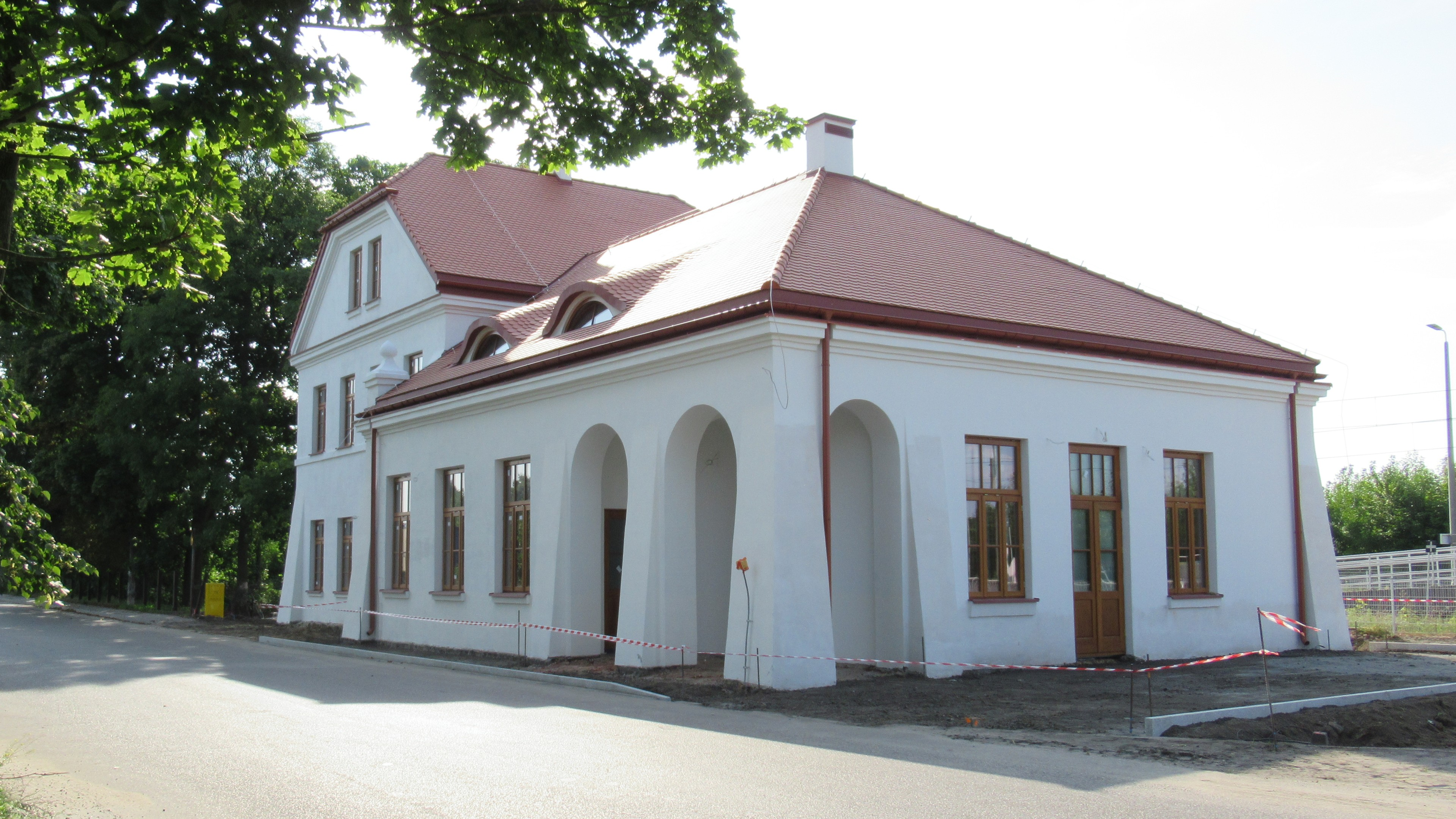
Widok od strony ulicy